# 酒井鎬次
酒井 鎬次（さかい こうじ、明治18年（1885年）11月4日 - 昭和48年（1973年）3月2日）は、日本陸軍の軍人。最終階級は陸軍中将。鎬次を「たかつぐ」と読む文献もあり、注意を要する。

## 経歴
愛知県出身。農業・酒井鐘之助の二男として生れる。愛知県立第二中学校（現・愛知県立岡崎高等学校）、名古屋陸軍地方幼年学校、中央幼年学校を経て、明治38年（1905年）11月、陸軍士官学校（第18期、2番/920名）を卒業。翌年6月、歩兵少尉に任官し近衛歩兵第4連隊付となる。大正元年（1912年）11月、陸軍大学校（第24期）を優等で卒業した。
陸軍省軍務局付勤務（軍事課）、フランス駐在、参謀本部員、参謀本部付（平和条約実施委員・欧州駐在）、陸大教官、近衛歩兵第2連隊付、参謀本部員、参謀本部付（国際連盟陸軍代表随員）、歩兵第22連隊長、陸大教官などを歴任し、昭和9年（1934年）3月、陸軍少将に進級。
陸大研究部主事、陸士幹事、歩兵第24旅団長を経て、昭和12年（1937年）3月、関東軍の独立混成第1旅団長に任ぜられる。この旅団は戦車2個大隊、自動車歩兵連隊、野砲兵、工兵等からなり、車輌744両を擁する日本初の機械化兵団であった。同年8月、陸軍中将に進むが、同月から開始されたチャハル作戦において、察哈爾兵団に戦車隊が分派されて集中的な運用が出来ず、小部隊が無理な突撃を強いられて損害を大きくする状況が続き、関東軍参謀長東條英機兵団長と作戦のあり方をめぐり衝突する。以後、東條との間に確執が生じ、結局は満州に帰還後、旅団は解体されることとなった。
その後、留守第7師団長、第109師団長、参謀本部付を経て、昭和15年（1940年）1月、予備役に編入された。昭和18年（1943年）11月に召集を受けて参謀本部付となり、戦争指導についての歴史的検討に携わるが、近衛文麿を中心とする東條内閣倒閣工作への関与が問題視され、同19年（1944年）7月、召集解除となった。彼自身は皇道派ではなかったが、柳川平助と親しく、東條に代わり皇道派将官の起用を画策する近衛に陸軍内部の情報を提供し、その相談相手となっていた。
戦争理論、戦史研究の権威として知られ、立命館大学で国防学を講義している。彼の翻訳した「戦ふクレマンソー内閣」は第一次大戦でのフランス宰相クレマンソーの果断な戦争指導を描いたものだが、戦局を傾けた東條内閣へのアンチテーゼとして要路に配布されていた。
1947年（昭和22年）11月28日、公職追放仮指定を受けた。

## 著書
- 『現代戦争論（政治全書1）』 日本評論社、1942年。
- 『現代用兵論（政治全書2）』 日本評論社、1943年。
- 『戦争類型史論』 改造社、1943年。
- 『戦争指導の実際』 改造社、1943年。
- 『戦ふクレマンソー内閣』翻訳、モルダック著、大阪新聞社、1944年。
- 『連合軍反撃せよ―クレマンソー勝利への記録』翻訳、モルダック著、芙蓉書房、1974年（前著の再刻版）。